# Darzhavna Sigurnost

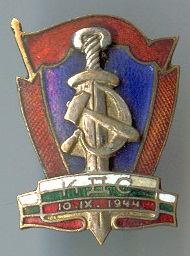
Emblema honorífico del CSS entre 1963-1965.

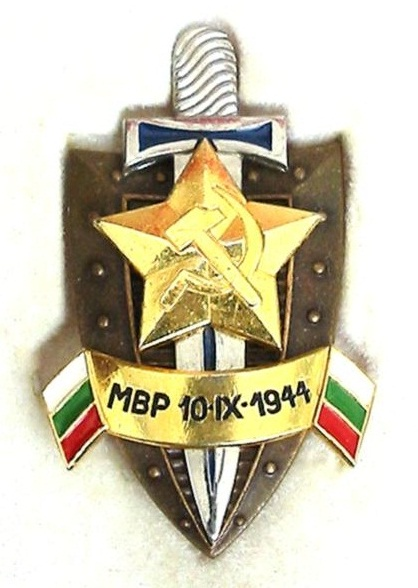
Emblema honorífico del CSS entre 1980 y 1990.

El Comité de Seguridad del Estado (en búlgaro: Комитет за държавна сигурност, romanizado: Komitet za darzhavna sigurnost; abreviada КДС, CSS), conocida como la Seguridad del Estado (Държавна сигурност, Darzhavna Sigurnost; abreviada ДС) era el nombre del servicio secreto búlgaro durante su período comunista y en la Guerra Fría (hasta 1989).

## Historia
El Comité de Seguridad del Estado fue creado tras la imposición del régimen comunista en 1944, aunque, anteriormente también existieron servicios de seguridad en Bulgaria pero, como en la mayoría de los países europeos, de tamaño y escala de operación relativamente limitada.
En 1964 la Seguridad del Estado formó un Servicio de la unidad 7, liderado por el coronel Petko Kovachev, dedicado al asesinato, secuestro y desinformación contra los disidentes búlgaros residentes en el extranjero. La unidad ejecutó acciones contra disidentes en Italia, Gran Bretaña, Dinamarca, República Federal de Alemania, Turquía, Francia, Etiopía, Suecia y Suiza. Los documentos que describen sus actividades fueron desclasificados hasta 2010.
La Seguridad del Estado tuvo un papel activo en el llamado "proceso de regeneración" para bulgarianizar a los turcos búlgaros en la década de 1980, así como en el asesinato del escritor y disidente Georgi Markov en Londres en 1978, operación que fue notablemente conocida por usar el denominado "paraguas búlgaro" para inyectar ricina con la punta y eliminar a la víctima.
Una cuestión a menudo planteada por la comunidad internacional es el supuesto control de la Seguridad del Estado sobre las armas, drogas, alcohol, cigarrillos, oro, plata y el tráfico de antigüedades en Bulgaria antes de 1989. Debido a esto, se cree popularmente que el crimen organizado en el país en la década de 1990 fue creada por exagentes de la Seguridad del Estado.
La agencia está a menudo incriminada con el tristemente célebre asesinato del escritor disidente Georgi Markov con un "paraguas búlgaro" en el puente de Waterloo de Londres y fue anteriormente acusada del atentado de 1981 contra la vida del Papa Juan Pablo II. Esta última afirmación siempre ha sido duramente criticada y rechazada por Bulgaria, y el país fue absuelto oficialmente de cualquier implicación por el propio Pontífice durante su visita en 2002.